# Ny kropslighed
Ny kropslighed betegner en retning i 2010'ernes danske litteratur, der beskæftiger sig med kroppens materialitet (herunder seksualitet og kropsvæsker). Skriften er ofte eksperimenterende og forholder sig kritisk til køn, identitet og magtstrukturer. Samtidig er forholdet til kroppen meget konkret og uironisk.  En række forfattere indenfor strømningen (f.eks. Cecilie Lind og Ursula Andkjær Olsen) har udfoldet en forskelsfeministisk holdning til køn, hvad der kommer til udtryk i den såkaldte moderskabslitteratur, dvs. feministiske lyriske værker om moderskab. Interessen for kroppen i dansk litteratur er ikke ny, men griber rent tematisk tilbage til 1980'ernes kropsmodernistiske centrallyrik, med repræsentanter som Søren Ulrik Thomsen og Pia Tafdrup.

## Repræsentanter
Retningen er repræsenteret af forfattere som Olga Ravn, Josefine Klougart, Mette Moestrup, Asta Olivia Nordenhof, Ida Marie Hede, Bjørn Rasmussen og Amalie Smith.